# 水天宮 (小樽市)
水天宮（すいてんぐう）は、北海道小樽市にある神社。旧社格は郷社。
小樽港を一望できる場所になっており、小樽市の桜の名所の1つとして知られている。海側の堺町へ下る急な階段と坂道は外人坂と呼ばれている。山側の小樽公園までは一直線の道路で結ばれており、景観の統合を図っている。境内には石川啄木歌碑、三ツ谷謡村（みつやようそん）句碑、河邨文一郎詩碑が設置されている。

## 祭神
福岡県久留米市の水天宮を総本宮とする日本各地の同名の神社は安徳天皇らを祀っており、祭神の異なる当社はそれらの系統に属しているわけではない。
- 弥津波能売神（みづはのめのかみ）
- 保食神（うけもちのかみ）
- 伊邪那岐神（いざなぎのかみ）
- 伊邪那美神（いざなみのかみ）

## 歴史
- 1859年（安政06年）、創祀。
- 1900年（明治33年）、住民の請願により放置されていた稲荷神社の保食神を合祀。
- 1919年（大正08年）、滋賀県出身者の心情により、社殿改築を期に多賀神社の諾冉二尊（伊邪那岐神・伊邪那美神）を勧請増祀。
- 1923年（大正12年）、村社に昇格し、神饌幣帛料供進神社（しんせんへいはくりょうきょうしんじんじゃ）指定。
- 1933年（昭和08年）、郷社に昇格。
- 1946年（昭和21年）、宗教法人となる。
- 1994年（平成06年）、本殿と拝殿が小樽市指定歴史的建造物となる[6]。
- 2007年（平成19年）、社殿などの修復工事完了[7]。

## 祭事
例大祭
「小樽三大祭り」（水天宮・龍宮神社・住吉神社）の1つ。毎年6月14日から3日間の日程で開催。2007年（平成19年）に「神輿渡御」を初めて行った。

## その他の設置物
文学碑以外に、近代に設置された以下の事物が境内にある。
- 緯度天測標 - 1893年（明治26年）10月に海軍水路部が実施した天文測量の際に設置。
- 旧日露国境中間標石（レプリカ） - 樺太に設置された標石のレプリカ。日露戦争後の樺太国境（50度線）画定に際し、上記の天測標が海馬島などの経度測定の基準点とされたことから、その記念として小樽市に設置されたもので、当初は小樽公園にあったが、1931年に境内に移設された。

## ギャラリー

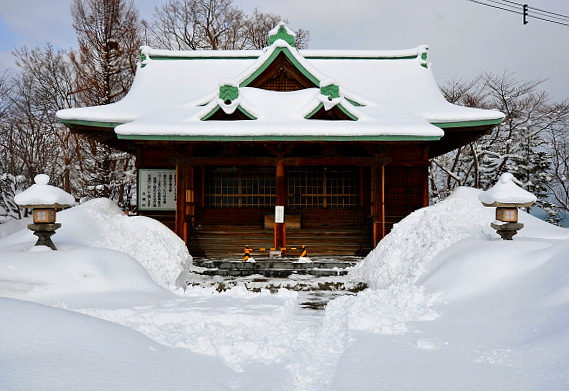
冬の社殿
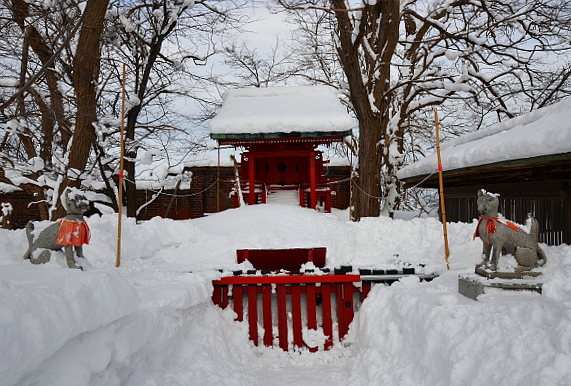
境内に合祀されている稲荷神社
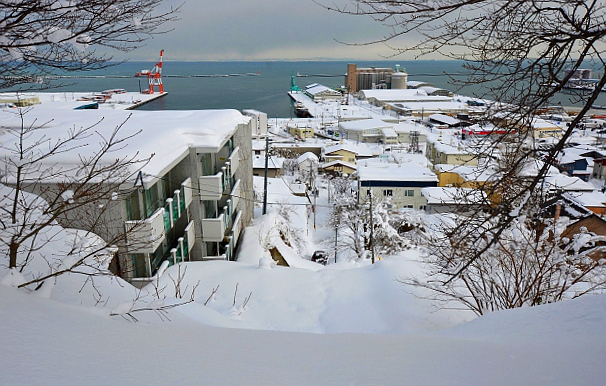
外人坂と小樽港
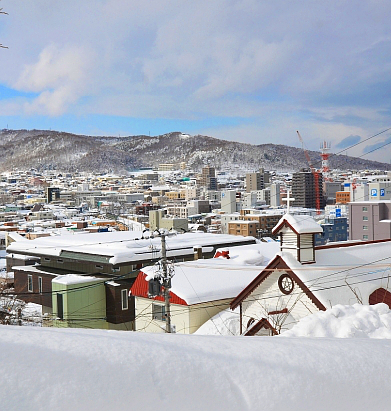
水天宮から望む小樽市街